# 多莱尼斯凯托普利采

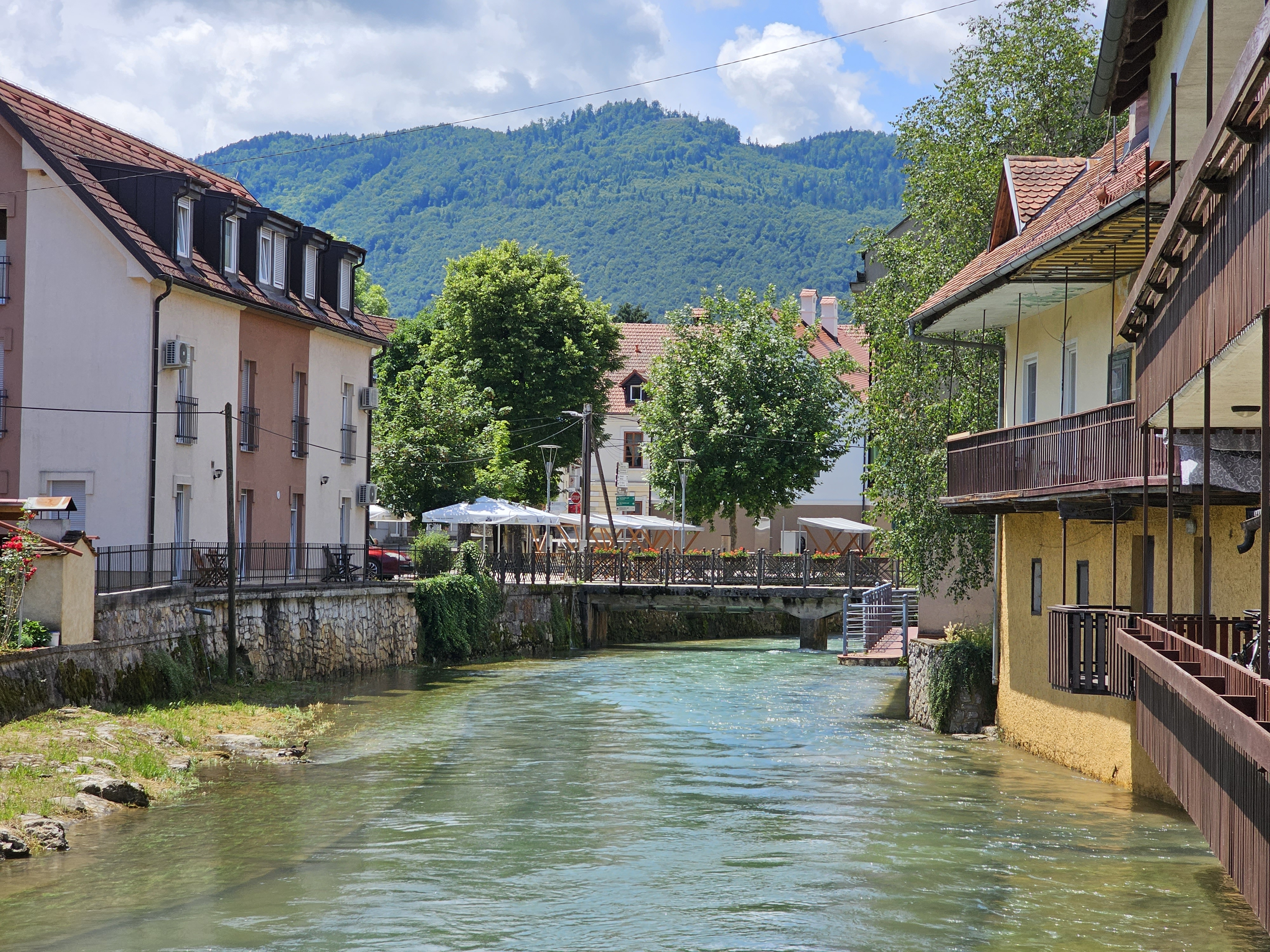
景象

所属市镇在斯洛文尼亚的位置

多莱尼斯凯托普利采是斯洛文尼亞南部多萊尼斯凱托普利采市鎮的聚居地及其行政中心。居民数量约为900人。所属市镇的面積为110.2平方公里，2002年整个市镇的人口数量为3,298人。人口密度約30人/km2。

## 外部連結
- 多萊尼斯凱托普利采市鎮官方网站 （页面存档备份，存于） （斯洛文尼亚文）